# Koehneola
Koehneola là một chi thực vật có hoa trong họ Cúc (Asteraceae).

## Loài
Chi Koehneola gồm các loài: